# Mars 1852

## Événements
- 20 mars, France : décret portant autorisation de la seconde Compagnie du chemin de fer de Paris à Lyon.

- 21 mars : début du règne de Danilo Petrović-Njegoš, prince du Monténégro. Il laïcise les attributs du pouvoir, à forte représentation religieuse dans un pays sous domination ottomane.

- Décret du 25 mars limitant les réunions publiques à moins de 20 personnes en France.

- 27 mars,
  - France : décret portant autorisation de la seconde Compagnie du chemin de fer de Lyon à Avignon.
  - France : décret approuvant la fusion des Compagnies de chemin de fer du Centre, d’Orléans à Bordeaux et de Tours à Nantes dans la Compagnie du chemin de fer de Paris à Orléans.

- 28 mars : création de la Banque foncière de Paris, rebaptisé Crédit foncier de France.

## Naissances
- 6 mars : Joseph Deniker (mort en 1918), naturaliste et anthropologue français.
- 9 mars : Constantin Le Paige (mort en 1929), mathématicien belge.
- 10 mars : Richard Anschütz (mort en 1937), chimiste allemand.
- 14 mars : Albert Nikolaïevitch Benois, aquarelliste russe († 16 mai 1936).
- 22 mars : Hector-Irénée Sevin, cardinal français, archevêque de Lyon († 4 mai 1916).
- 25 mars : Gérard Cooreman, homme politique belge († 2 décembre 1926).
- 30 mars : Theodore Bent, archéologue britannique († 5 mai 1897).

## Décès
- 8 mars : Nicolas Gogol, écrivain.
- 10 mars : Giuseppe Mazzini, socialiste italien en exil à Marseille (° 1814).
- 23 mars :
  - Eugène-Ferdinand Buttura, peintre français (° 12 février 1812).
  - Matthieu Bonafous (né en 1793), agronome français.
- 28 mars : Xavier Bronikowski, écrivain polonais (° 1796).
- 31 mars : Jacques-Joseph Ebelmen (né en 1814), chimiste français.